# Burg Wachtendonk

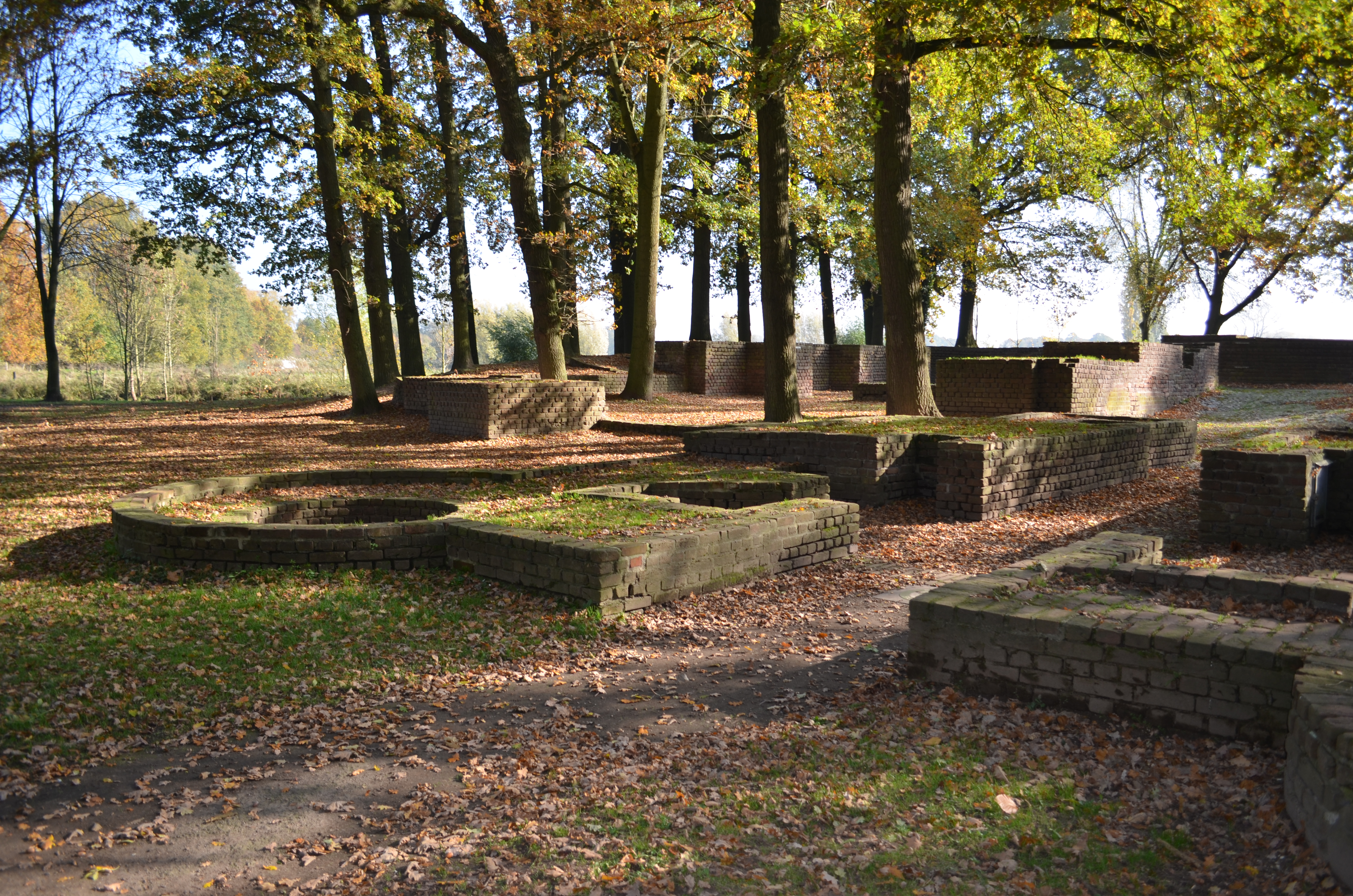
Burgruine Wachtendonk, Ansicht von Westen

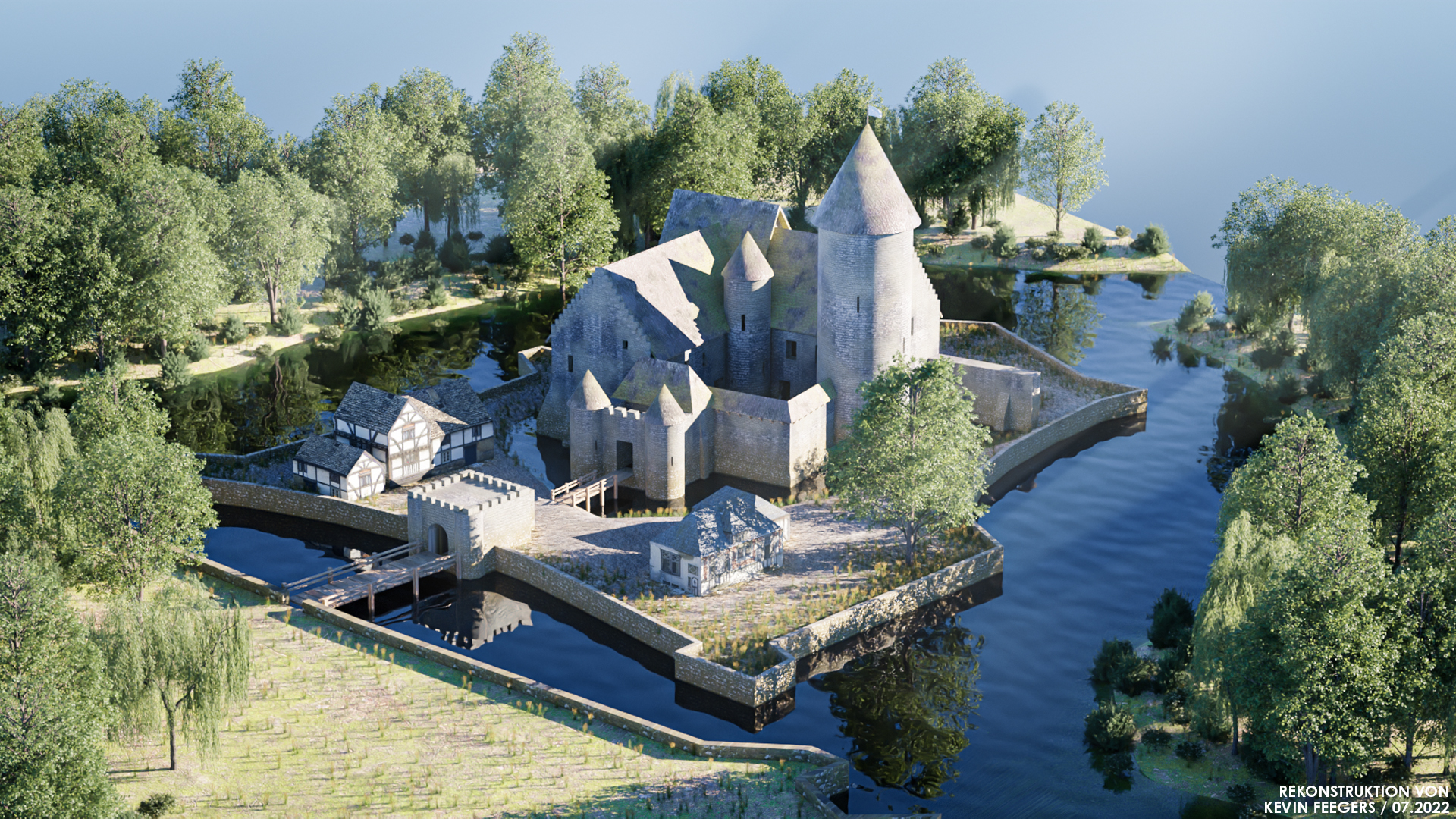
Rekonstruktion der Burg Wachtendonk um 1609; 2022 digital restauriert von Kevin Feegers aus Wachtendonk.

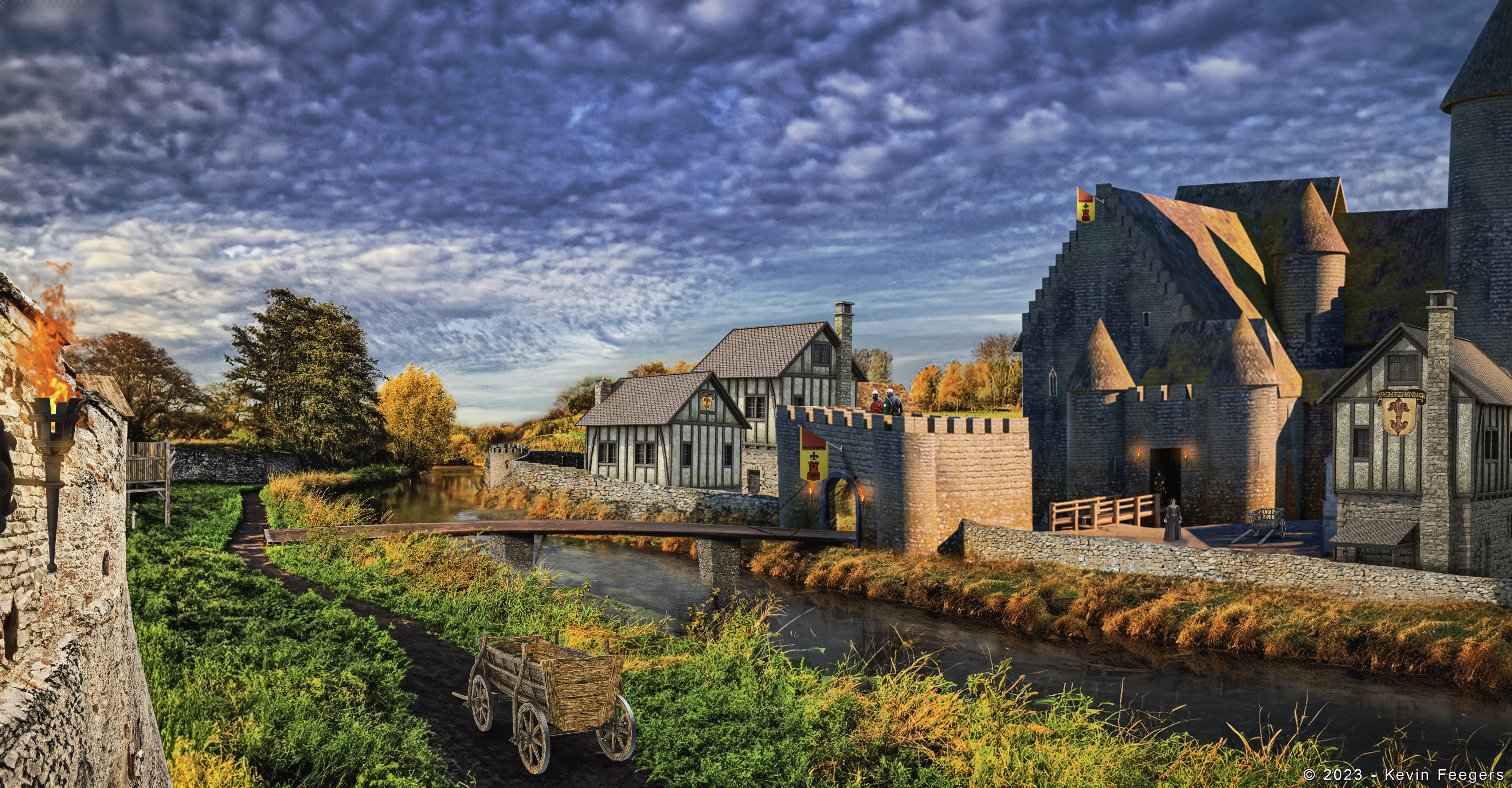
Rekonstruktion der Burg Wachtendonk mitsamt Burggraben um 1609 von Kevin Feegers.

Die Burg Wachtendonk ist die Ruine einer Niederungsburg und liegt am linken Ufer der Niers in einem kleinen Waldstück am südlichen Rand der niederrheinischen Gemeinde Wachtendonk. Die Geschichte der Anlage ist stark mit der Stadt und Festung Wachtendonk verwoben, die aufgrund ihrer Lage an der äußersten Ostgrenze des Herzogtums Geldern immer stark umkämpft waren. Im 16. und 17. Jahrhundert waren Burg und Festung der militärisch wichtigste Ort im Geldrischen Oberquartier.
Schon im 14. Jahrhundert ist für Wachtendonk eine Burg überliefert, die an einem wichtigen Niersübergang lag. Erst geldrisches Lehen, dann geldrische Landesburg, kam die Anlage im 15. Jahrhundert vorübergehend an das Herzogtum Kleve, ehe sie wieder zu Geldern gehörte. Im Achtzigjährigen Krieg war die Burg zeitweise in den Händen der niederländischen Generalstaaten und zeitweise in den Händen kaiserlich-spanischer Truppen. Bei einer Eroberung im Jahr 1603 wurde sie wohl derart stark beschädigt, dass sie nicht wieder aufgebaut wurde.
In den 1960er Jahren wurden die Fundamente der Burganlage bei Ausgrabungen freigelegt und zum Teil wieder aufgemauert. Die Ruine ist heute jederzeit frei zugänglich.

## Geschichte
Die Gegend um das heutige Wachtendonk wurde seit dem 9. Jahrhundert Geisseren genannt und war kurkölnisches Territorium. Die Vögte des Erzbischofs von Köln errichteten sich auf einer Donk genannten Erhebung in den sumpfigen Niederungen der Niers eine erste Burg, die Vogtendonk genannt wurde. Daraus entwickelte sich der Name Wachtendonk und übertrug sich auf die Siedlung, die sich im Schutze der Burg gebildet hatte. Im 12. Jahrhundert nahmen wahrscheinlich auch die Burgbesitzer den Namen der Burg an. 1196 wurde ein Arnold von Wachtendonk erstmals genannt, und in einer Urkunde aus dem Jahr 1200 ist ein Godefridus de Wachtindunc als Zeuge aufgeführt. Allerdings wird erst mit der Erwähnung eines Arnoldus dominus de Wachtendonk (Arnold, Herr von Wachtendonk) eine eigenständige Herrschaft Wachtendonk greifbar. Ein festes Haus fand mit einer Mühle und einer befestigten Siedlung erstmals 1326 Erwähnung. Besitzer des Hauses war zu jener Zeit Arnold von Wachtendonk. Allerdings haben dendrochronologische Untersuchungen von geborgenen Hölzern aus dem Umfeld der Burg bewiesen, dass Siedlung und Burg wesentlich älter sind, denn das Holz konnte auf die Jahre 1252 und 1257 datiert werden.

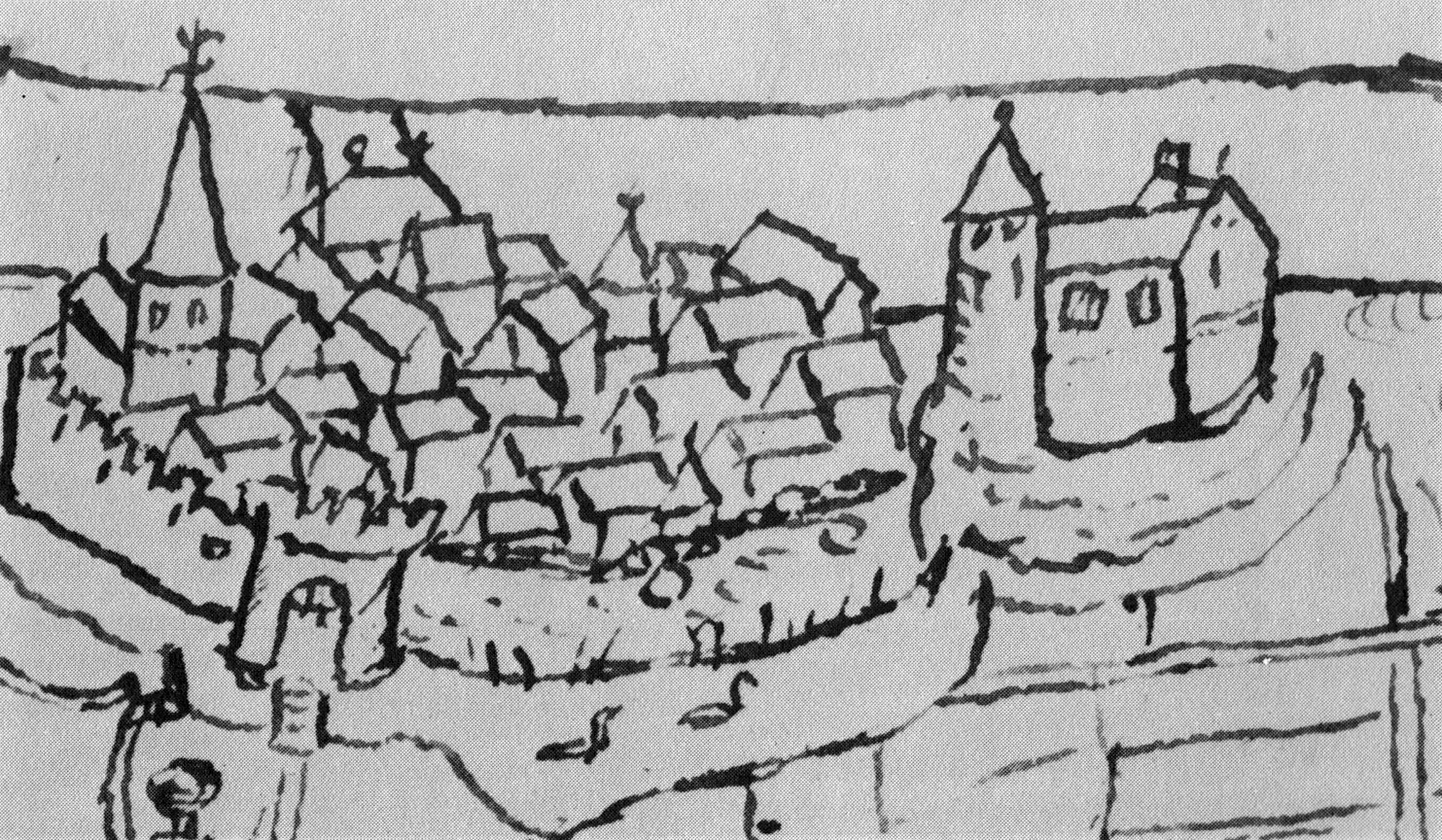
Burg und Stadt Wachtendonk auf einer Zeichnung von 1551

Die Herren von Wachtendonk konnten sich durch geschicktes Lavieren zwischen den Herzögen von Geldern und den Kurfürsten von Köln lange Zeit ihre Eigenständigkeit bewahren, obgleich Wachtendonk ein geldrisches Lehen war. So bestätigte Arnold IV. von Wachtendonk am 5. März 1390, dass sein Besitz ein Lehen des geldrischen Herzogs sei, erklärte aber schon am 20. Dezember desselben Jahres seine Burg zum Offenhaus des Kölner Erzbischofs Friedrich III. von Saarwerden, sodenn dieser Wachtendonk nicht für kriegerische Handlungen gegen Geldern nutzen würde. Das kurkölnische Territorium begann in unmittelbarer Nachbarschaft der Burg auf der gegenüberliegenden Seite der Niers. Der Eigenständigkeit bereitete Herzog Rainald IV. von Geldern 1407 ein jähes Ende, als er Wachtendonk gewaltsam eroberte und es zu einem geldrischen Amt machte. Erster Amtmann wurde Goswin Spede von Langenfeld, der auch schon Amtmann auf der Burg Geldern war. Johanna, die Erbtochter Arnolds IV. von Wachtendonk, heiratete Wilhelm von Jülich, den unehelichen Sohn Rainalds IV., der daraufhin dem Brautpaar die Burg Wachtendonk als Hochzeitsgeschenk überließ, ohne jedoch etwas am Lehensstatus der Anlage zu ändern. Wilhelm sicherte dem Kölner Erzbischof 1426 erneut das Öffnungsrecht für die Wachtendonker Anlage zu. Eine Vereinbarung aus dem Jahr 1431 legte jedoch auch fest, dass Wilhelm dem Herzog von Geldern bei kriegerischen Unternehmungen mit seiner Burg behilflich sein sollte. Drei Jahre später verkauften er und seine zweite Frau Hermanna von Batenburg die Burg, die Stadt und das Land Wachtendonk mit allen Renten und Einkünften an Herzog Arnold von Egmond. Kurz darauf nahmen vereinigte bergische und kölnische Truppen die Burg für kurze Zeit ein, denn Herzog Adolf von Berg versuchte, Arnold von Egmond die geldrische Herzogswürde streitig zu machen. Da Wilhelm von Jülich und seine Frau noch nicht aus der Burg ausgezogen waren, kamen ihnen bei der Einnahme zahlreiche wertvolle Gegenstände abhanden, darunter Schmuck, vergoldete Silberwaren und die Ausstattung der Burgkapelle. Von den Verlusten zeugt eine lange Liste, die Wilhelm nach dem Überfall aufstellte und für die er vom Herzog von Geldern Entschädigung forderte. Die bei der Einnahme der Burg entstandenen Schäden wurden in der Zeit von 1436 bis 1439 unter dem geldrischen Amtmann Johann von Gemen wieder beseitigt. Im Dezember 1440 verpfändete Geldern die Anlage an den Herzog von Kleve, der als ersten klevischen Amtmann Heinrich von Wittenhorst einsetzte.

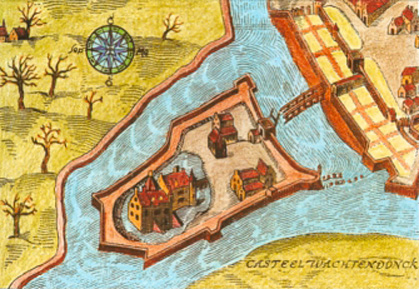
Die Burg Wachtendonk auf einer Zeichnung aus dem Jahr 1588

Aufgrund eines Inventars aus dem Jahr 1463 sind viele Räume der Burg überliefert. Es gab eine Kapelle, einen Saal, eine Küche, einen Weinkeller, eine Kammer über dem inneren Tor, eine Mägdekammer, eine Kammer über dem Tor, eine Schlafstube für die Burgwachen, ein „unteres Turmzimmer“ und ein Brauhaus. Herzog Adolf von Geldern löste die Pfandschaft 1469 ein und ernannte Siebert von Eyll zum Amtmann. Zu jener Zeit war die Burg stark verfallen und reparaturbedürftig. 1470 schickte der Rentmeister eine Nachricht zu seinem Landesherrn, dass „die Burg niedergefallen“ sei. Für die nötigen Reparaturen wurden 100.000 Ziegelsteine benötigt. Die wiederhergestellte Anlage kam 1473 endgültig an Kleve, als Karl der Kühne sie dem Herzog Johann I. von Kleve zum Geschenk machte. Allerdings nahm der Ritter Otto Schenk von Nideggen, Herr zu Walbeck und Drost auf der Burg Geldern, 1503 die Stadt Wachtendonk und 1504 – nach einer Belagerung von September 1503 bis Ostern 1504 – auch die Burg für Karl von Geldern ein. Dieser ernannte Otto anschließend zum geldrischen Amtmann in Wachtendonk. Allerdings war die Burganlage bei der Einnahme durch ein Feuer stark beschädigt worden. Schon 1505 wechselte der neue Burgherr auf die Seite Philipps des Schönen, der Wachtendonk wieder zu einer eigenständigen Herrlichkeit erhob. Erst 1517 kam es zu einer Versöhnung Ottos mit dem Herzog von Geldern. Die beiden schlossen einen Vertrag, der Otto die Position des Amtmanns von Wachtendonk zusicherte, solange der Herzog nicht seine Schulden in Höhe von 17.000 rheinischen Gulden, die für den Wiederaufbau der Burg aufgewandt worden waren, vollständig zurückgezahlt hatte. Bei der Wiederherstellung der Wehranlage wurde ihr mächtiger Rundturm neu errichtet und der Baubestand um einen Ostflügel ergänzt.

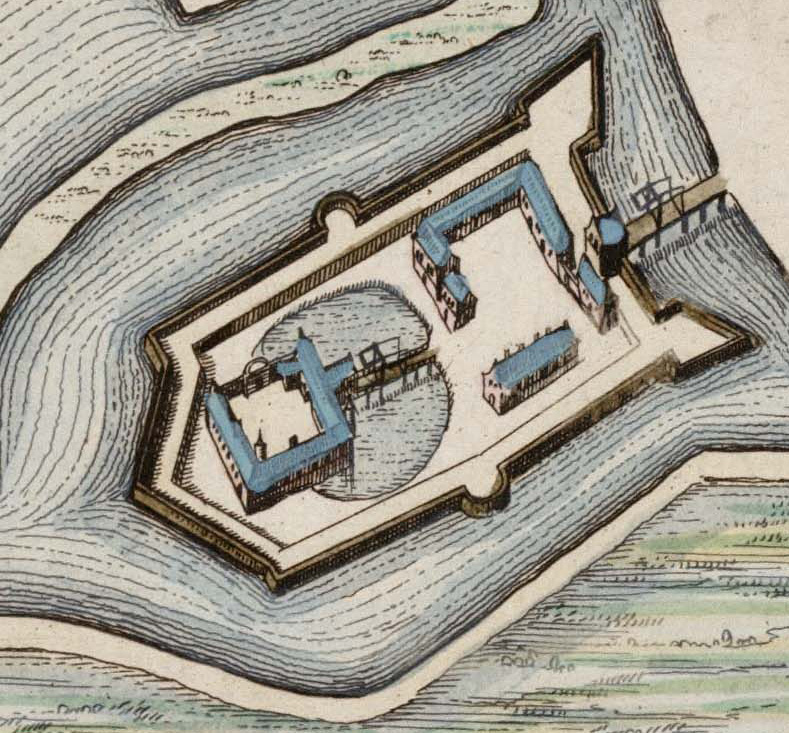
Darstellung der Burg Wachtendonk im Blaeu-Atlas, 1649

Die Pfandschaft hatte lange Bestand. Sie war immer noch gültig, nachdem Geldern 1538 mit dem Herzogtum Kleve vereint und dann 1543 mit dem Vertrag von Venlo an Burgund abgetreten worden war. Als Kaiser Karl V. in seiner Eigenschaft als Herzog von Geldern Stadt, Burg und Herrlichkeit Wachtendonk am 15. Oktober 1547 an Godart von Bocholtz verkaufte, geschah dies unter der Auflage, die Pfandsumme an die zweite Frau von Ottos Sohn Heinrich Schenk von Nideggen zu zahlen. Godart ließ Reparaturen vornehmen und passte die Verteidigungswerke der Burg an moderne Feuerwaffen an. Trotzdem war sie 1572 während des Achtzigjährigen Krieges kurzzeitig von Truppen Wilhelms von Oranien besetzt, ehe sie – wie auch die Stadt – ab 1578 für längere Zeit von den niederländischen Generalstaaten besetzt wurde. Aus diesem Grund wurde sie 1588 von spanischen Truppen unter Peter Ernst I. von Mansfeld drei Monate lang belagert, beschossen und anschließend eingenommen. Eine Darstellung aus jenem Jahr zeigt die Burg Wachtendonk als eine Anlage, die aus drei Gebäudegruppen besteht und auf einer Insel mitten in der Niers liegt. Die neuen Machthaber ernannten Godarts Schwiegersohn Arnold Huyn von Amstenrade, der 1586 Margaretha von Bocholtz geheiratet hatte, zum Gouverneur von Burg und Stadt. Beide hatten bei der Eroberung stark gelitten. Das Schieferdach der Burg war zerstört, die Gebäude durch den Beschuss verwüstet. Arnold begann 1589 mit dem Wiederaufbau des eingestürzten Turms und der Wiederherstellung der beschädigten Bauten. 1600 wurde die Anlage wieder von niederländischen Soldaten unter der Führung des Grafen Ludwig von Nassau eingenommen, denn der strenge Winter hatte die Sümpfe um Wachtendonk zufrieren lassen und ermöglichte es so den Niederländern, sich Stadt und Burg anzunähern. Zwar konnten die Spanier sie 1602 kurzzeitig für sich zurückerobern, mussten aber bereits sechs Tage später wieder niederländischen Truppen das Feld überlassen. 1603 fiel die Burg, jedoch nicht die Stadt, wieder in spanische Hände. Dies gelang Spinolas Truppen erst 1605 unter der Führung Charles Bonaventure de Longuevals, des Grafen von Bucquoi, da der Sommer die Wachtendonker Sümpfe hatte austrocknen lassen. Bei der Eroberung der Burg zwei Jahre zuvor war diese wohl derart stark in Mitleidenschaft gezogen worden, dass ein Wiederaufbau unterblieb. Stattdessen wurden ihre Reste zugunsten des Festungsgürtels der Stadt 1605 niedergelegt.
Von 1967 bis 1978 fanden auf dem Areal Grabungen unter der Leitung von Günther Binding statt, bei denen die Überreste der Kernburg teilweise ausgegraben und gesichert wurden. Durch Aufmauerung der Grabungsfunde wurde der Grundriss dieses Teils der Anlage wieder kenntlich gemacht. Bestrebungen, die Burg wieder aufzubauen und stärker touristisch zu vermarkten, wurden bisher nicht in die Tat umgesetzt.

## Beschreibung

Grundriss der Kernburg

Burg Wachtendonk war eine zweiteilige Anlage, bestehend aus einer Kernburg und einer nordwestlich vorgelagerten Vorburg, die gemeinsam auf einer Insel in der Niers lagen. Die Anlage besaß damit eine Form, die für den niederrheinischen Burgenbau des Spätmittelalters typisch war. Während das Aussehen der Vorburg unbekannt ist, konnten Form und Gestalt der Kernburg durch Ausgrabungen in den 1960er Jahren weitgehend rekonstruiert werden. Demnach war Burg Wachtendonk nicht in einem Zug entstanden, sondern schrittweise gewachsen und besaß einen etwa 34 × 32 Meter messenden Grundriss. Älteste Teile sind der runde Bergfried an der Südwestseite und ein sich daran anschließender Wohnbau im Südosten. Diesem schloss sich im rechten Winkel ein zweiter, jüngerer Wohnbau an der Nordostseite der Anlage an. Er stammte aus dem frühen 16. Jahrhundert. Die übrigen Seiten des Kernburgareals waren von einer Ringmauer abgeschlossen, die einen Wehrgang besaß. Im Winkel der beiden Wohnbauten stand ein runder Treppenturm, der die oberen Geschosse erschloss. Die Form der Kernburg weist in das 14. Jahrhundert als Entstehungszeitraum, jedoch stammt die älteste Keramik, die bei den Ausgrabungen unter dem Bergfried gefunden wurde, erst aus dem frühen 15. Jahrhundert. Für das 14. Jahrhundert ist in Wachtendonk aber eine Burg urkundlich belegt.
Der Bergfried war wohl der höchste Bau der Anlage. Er besitzt etwa drei Meter dicke Mauern und einen Innendurchmesser von 4,20 Metern. Der Raum in seinem Erdgeschoss war von einem Kuppelgewölbe überspannt. Der Außendurchmesser des Turms beträgt oberirdisch 10,40 Meter, jedoch verbreitert sich sein Fundament trichterförmig nach unten, sodass es unterirdisch einen Durchmesser von 15,10 Metern erreicht. Der Südostflügel der Burg war unterkellert. Ansätze von Kaminen und ein Brunnen lassen vermuten, dass dort die Burgküche lag. Die Verbindung zur Vorburg stellte ein repräsentativer Torbau an der Nordwestseite des Kernburg her. Er wurde – gleichzeitig mit einem östlichen Anbau an den südlichen Wohnbau der Anlage – in der zweiten Hälfte des 15. Jahrhunderts errichtet und besaß zwei flankierende Rundtürme, die das Burgtor beschützten.
Nördlich der Kernburg befinden sich die Reste einer Bastei aus Sandsteinquadern, die einen Durchmesser von rund zwei Metern aufweist. Die aus der ersten Hälfte des 16. Jahrhunderts stammende, frühneuzeitliche Befestigung war wohl durch Erdwälle mit der Burg und der Stadt verbunden. Möglicherweise handelt es sich bei diesem Bau aber auch nur um die Reste eines Brauofens.